# Kim Jung-woo
Kim Jung-woo, född 9 maj 1982 i Seoul, Sydkorea, är en sydkoreansk före detta fotbollsspelare som bland annat år 2014 spelade för Baniyas FC i Förenade Arabemiraten och Sydkoreas landslag. Han avslutade sin karriär 2019 